# Macellopis plantei
Macellopis plantei là một loài bướm đêm trong họ Noctuidae.